# 남위 43도
남위 43도는 적도로부터 남쪽으로 43도 떨어진 위선이다. 대서양, 인도양, 오스트랄라시아, 태평양, 남아메리카를 지난다. 이 위도에서의 일조시간은 하지일 때 15시간 22분, 동지일 때 9시간 0분이다.

## 지나가는 지역
남위 43도선은 본초 자오선에서 동쪽 방향으로 다음 지역들을 지나간다.
| 좌표                                                    | 국가, 지역, 해역 | 비고           |
| ------------------------------------------------------- | ---------------- | -------------- |
| 남위 43° 0′ 동경 0° 0′  / 남위 43.000° 동경 0.000°      | 대서양           |                |
| 남위 43° 0′ 동경 20° 0′  / 남위 43.000° 동경 20.000°    | 인도양           |                |
| 남위 43° 0′ 동경 145° 36′  / 남위 43.000° 동경 145.600° | 오스트레일리아   | 태즈메이니아주 |
| 남위 43° 0′ 동경 147° 57′  / 남위 43.000° 동경 147.950° | 태평양           | 태즈먼해       |
| 남위 43° 0′ 동경 170° 34′  / 남위 43.000° 동경 170.567° | 뉴질랜드         | 남섬           |
| 남위 43° 0′ 동경 173° 7′  / 남위 43.000° 동경 173.117°  | 태평양           |                |
| 남위 43° 0′ 서경 74° 15′  / 남위 43.000° 서경 74.250°   | 칠레             | 칠로에섬       |
| 남위 43° 0′ 서경 73° 21′  / 남위 43.000° 서경 73.350°   | 태평양           | 코르코바도만   |
| 남위 43° 0′ 서경 72° 45′  / 남위 43.000° 서경 72.750°   | 칠레             | 로스라고스     |
| 남위 43° 0′ 서경 72° 3′  / 남위 43.000° 서경 72.050°    | 아르헨티나       | 추부트주       |
| 남위 43° 0′ 서경 64° 20′  / 남위 43.000° 서경 64.333°   | 대서양           |                |

## 같이 보기
- 남위 42도
- 남위 44도